# فوريتاد جاريكانون
فوريتاد جاريكانون (بالتايلندية: ภูริทัต จาริกานนท์) (1 أغسطس 1989 ببانكوك في تايلاند - ) هو لاعب كرة قدم تايلندي في مركز الوسط. شارك مع منتخب تايلاند تحت 23 سنة لكرة القدم ومنتخب تايلاند لكرة القدم. أما مع النوادي، فقد لعب مع نادي تشونبوري وPTT Rayong F.C. ‏ ونادي باثوم يونايتد وWuachon United F.C. ‏ وPakchong United F.C. ‏.

## وصلات خارجية
- فوريتاد جاريكانون على موقع ناشيونال فوتبول تيمز (الإنجليزية)
- فوريتاد جاريكانون على موقع Soccerway.com (الإنجليزية)
- فوريتاد جاريكانون على موقع عالم كرة القدم.نت (الإنجليزية)